# Comuna Tuhelj, Krapina-Zagorje
Tuhelj este o comună în cantonul Krapina-Zagorje, Croația, având o populație de 2.104 locuitori (2011).

## Demografie
Componența etnică a comunei Tuhelj
     Croați (98,62%)
     Necunoscut (0,1%)
     Neclasificat (0,95%)
Componența confesională a comunei Tuhelj
     Catolici (97,58%)
     Necunoscută (1,05%)
     Alte religii (1,38%)
Conform recensământului din 2011, comuna Tuhelj avea 2.104 locuitori. Din punct de vedere etnic, majoritatea locuitorilor (98,62%) erau croați. Apartenența etnică nu este cunoscută în cazul a 0,1% din locuitori. Din punct de vedere confesional, majoritatea locuitorilor (97,58%) erau catolici. Pentru 1,05% din locuitori nu este cunoscută apartenența confesională.